# 시눌룩

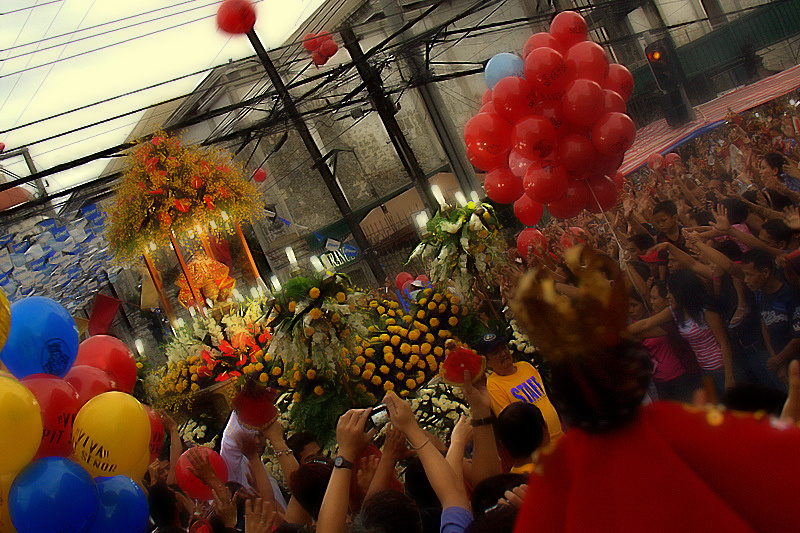
가장행렬

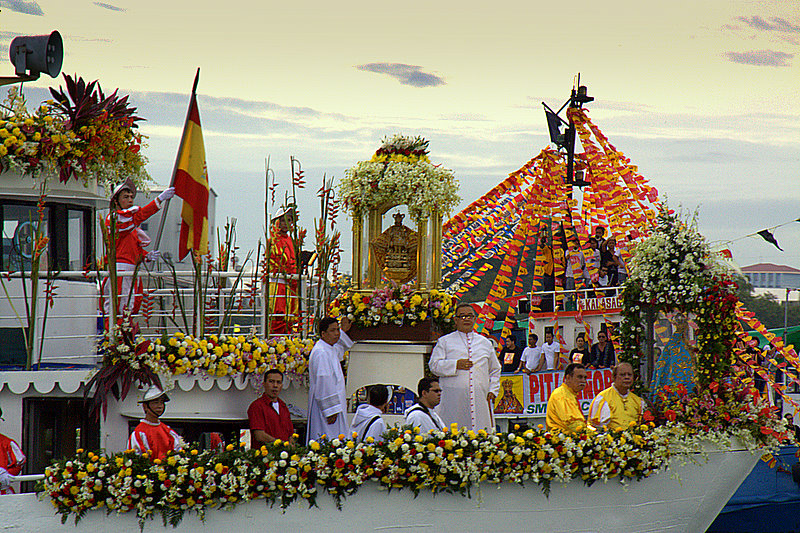
수륙 행렬

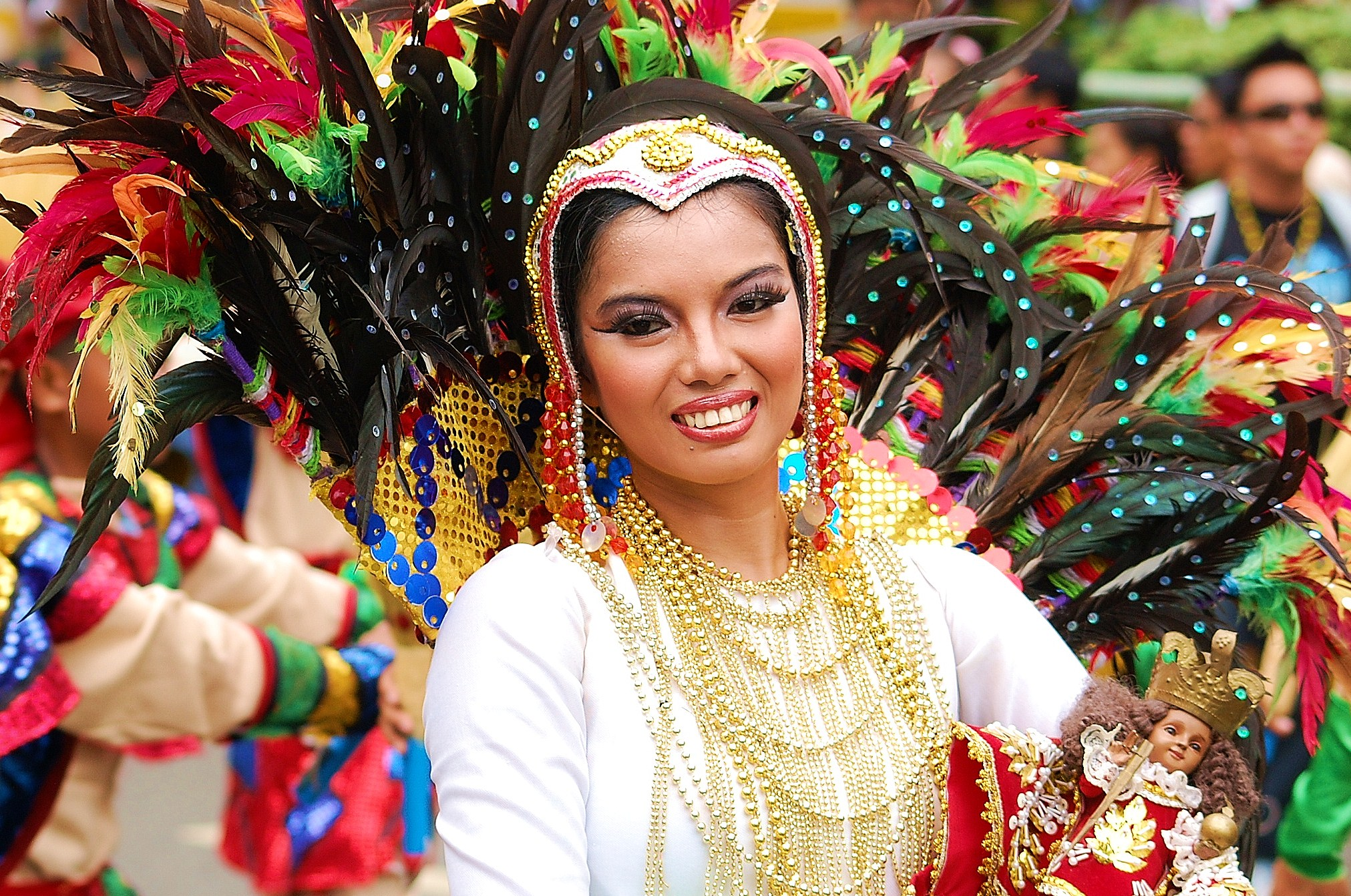
2009년 시눌룩 축제의 여인

시눌룩(Sinulog)은 세뇨르 산토 니뇨(Señor Santo Niño) 또는 아기 예수를 기념하는 의식을 행하는 세부의 천주교인들의 민속 춤이다. 아기예수상은 1521년 포르투갈 정복자 페르디난드 마젤란이 세부의 하라 아미한(후마마이)에게 세례 선물로 준 것이라고 전해져 온다. 이 상은 기적을 행하며, 세부 시의 다운타운에 있는 바실리카 미뇨레 델 산토 니뇨 성당에 봉헌되어 있다.
시눌룩 춤동작은 기본적으로 두 발걸음 앞으로 갔다가, 북소리에 맞춰서 몸을 흔들며 한 걸음 뒤로 간다. 이러한 움직임은 세부의 파히나 강으로 알려진 강의 물결(시눌룩 Sulog)을 닮을 것이다.
역사적 설명에 의하면, 세부 원주민들은 1521년 4월 7일, 스페인 탐사대를 이끌고 나타난 마젤란이 도착하기 오래 전에 이미 애니미즘의 우상을 숭배하기 위해 시눌룩을 추었다고 한다. 마젤란은 기독교를 전파한 뒤 얼마되지 않아 죽게 된다. 그는 막탄섬에서 기습에 실패하면서 라푸라푸 추장이 이끄느 원주민들의 손에 죽게 된다.
마젤란 탐사대의 생존자들은 상을 남겨두고 떠났고, 그 상은 44년 후에 다시 발견되게 된다.
미겔 로페스 데 레가스피가 이끄는 탐사대는 1565년 4월 28일 도착하여 원주민들의 터전을 쑥밭으로 만든다. 불타는 한 오두막집에서, 레가스피의 한 병사가 나무 상자 안에서 다른 우상들 옆에 놓여있는 산토 니뇨 상을 발견하게 된다. 이때 레가스피는 원주민들이 이미 산토 니뇨를 기념하기 위해 시눌룩 춤을 춘다는 것을 알게 된다.
오늘날, 시눌룩은 필리핀 국민들이 기독교(로마 가톨릭교회)를 받아들인 것과 애니미즘 신앙을 거부한 것을 기념한다. 최초의 개종은 1521년 세부 섬에서 라자 후마본과 그의 왕비 아미한(후마마이 Humamay)가 세례를 받고, 카를로스와 후아나가 되었다.

## 같이 보기
- 세부의 아기예수상